# Solino (film)
Solino è un film del 2002 diretto da Fatih Akın, con Barnaby Metschurat, Moritz Bleibtreu e Gigi Savoia.

## Trama
Una famiglia italiana è costretta ad emigrare in Germania negli anni settanta. Il padre Romano decide di aprire una pizzeria che, di comune accordo con la moglie Rosa chiama Solino, nella quale mette a lavorare i figli Gigi e Giancarlo. Tra il padre e i figli si crea un rapporto ostile che sfocia nella fuga dei ragazzi dalla famiglia.

## Produzione
È stato girato a Leverano e paesi limitrofi, in Salento (Puglia).